# Monti Pennini
I monti Pennini (Pennines in inglese) sono una catena montuosa o collinare inglese, che si estende dal Peak District nelle Midlands fino alle Cheviot Hills, sul confine scozzese, per una lunghezza di 400 chilometri. Questa catena non è molto alta ed è per questo che si parla spesso di colline.

## Geografia
I Pennini sono il principale spartiacque nell'Inghilterra settentrionale e dividono la parte orientale da quella occidentale del paese. I fiumi Eden, Ribble e Mersey nascono dai Pennini, scorrendo verso il mare d'Irlanda. Dall'altro lato della catena sgorgano invece i fiumi Tyne, Tees, Swale, Aire, Don e Trent, che però scorrono verso il mare del Nord.
È una regione scarsamente popolata per gli standard inglesi. Tra le principali attività economiche vi sono l'allevamento di pecore, l'estrazione mineraria e il turismo. È infatti considerata come una delle regioni più spettacolari della Gran Bretagna.

## Il nome
Il nome sembra richiamare il celtico penno ("altura"), alla base di altri toponimi montani. In realtà, il nome è il frutto di una falsificazione settecentesca: la prima menzione storica si ha, infatti, nel De situ Britanniae, una falsa trattazione geografica e storiografica romana, messa in piedi dal falsario inglese Charles Bertram alla metà del XVIII secolo, che la spacciò per un'opera di un generale dell'Impero romano. Quello di Peak (dal Peak District) deriverebbe invece da Pecset, il nome dell'insediamento che gli invasori anglosassoni costruirono nell'area.